# 퍼지 (음식)

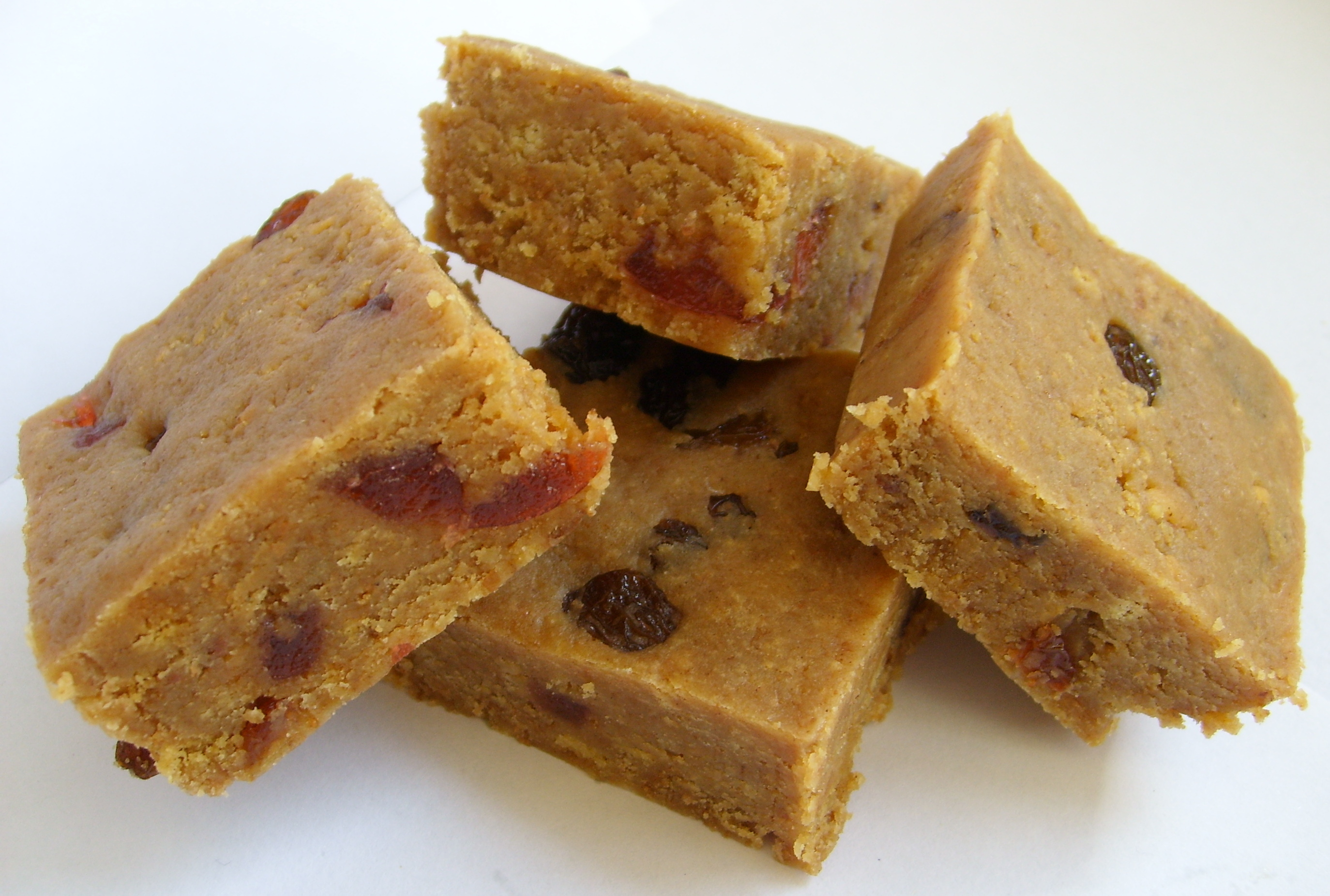
퍼지

퍼지(Fudge)는 서양 캔디의 일종이다. 원료는 설탕, 우유(연유가 일반적으로 사용됨), 버터이며 완전히 녹을 때까지 저어 116 °C까지 가열하여 틀에 흘려 넣어 차게 굳히면 완성된다.

## 같이 보기
- 브리가데이루